# Aminatta Forna
Aminatta Forna (Bellshill, 1964) è una scrittrice britannica, di origine sierraleonese.

## Biografia
Aminatta Forna nasce a Bellshill, in Scozia, nel 1964 da padre sierraleonese e madre scozzese.
Dopo pochi mesi dalla sua nascita, la sua famiglia si trasferisce in Sierra Leone, dove suo padre, Mohamed Forna, esercita la professione di medico. Divenuto attivista politico, Mohamed Forna entra nel governo del suo paese, ma si dimette dopo poco tempo denunciando l'aumento della violenza e della corruzione nella vita politica. Tra il 1970 e il 1973 finisce in carcere, e viene dichiarato prigioniero politico da Amnesty International. Nel 1975 viene condannato a morte per impiccagione, accusato di alto tradimento. Gli eventi che Aminatta Forna vivrà da piccola la porteranno a ricercare, da adulta, le ragioni della cospirazione attorno alla morte di suo padre: queste ricerche diventeranno un memoir intitolato The Devil that Danced on the Water.
Aminatta Forna ha studiato legge al University College di Londra e in seguito ha collaborato con l'Università della California - Berkeley.
Tra il 1989 e il 1999, Forna ha lavorato per la BBC, sia per la radio che per la televisione, come giornalista e documentarista nel campo dell'arte e della politica. È inoltre nota nel suo paese per i documentari sull'Africa: Through African Eyes (1995), Africa Unmasked (2002) e The Lost Libraries of Timbuktu (2009).
Attualmente Aminatta Forna vive a Londra

## Opere
Nei suoi romanzi e nei suoi documentari Aminatta Forna si concentra sul tema della guerra, di ciò che la provoca e delle sue conseguenze, della memoria e del conflitto tra narrazioni private e storie ufficiali. L'uso di voci narranti multiple e di slittamenti nel tempo narrativo sono la cifra stilistica dei suoi romanzi. 
Il suo primo libro, il memoir The Devil that Danced on the Water, è stato accolto con grande favore dalla critica in Gran Bretagna e negli Stati Uniti, diventando anche una trasmissione sulla BBC Radio e concorrendo al prestigioso Samuel Johnson Prize.
Le pietre degli antenati, il secondo libro di Aminatta Forna e il primo romanzo vero e proprio, ha vinto il premio Hurston-Wright Legacy Award come miglior romanzo d'esordio negli Stati Uniti, il LiBeraturpreis in Germania, ed è stato segnalato per il premio International IMPAC Award. Il quotidiano The Washington Post ha definito Le pietre degli antenati uno dei più importanti libri pubblicati nel 2006.
Con il libro The Memory of Love ha vinto il Commonwealth Writer's Prize nel 2011. Il libro è anche stato nominato per l'Orange Prize nel 2011 e il Warwick Prize for Writing.

## Libri
- The Devil that Danced on the Water, Grove Press, 2003
- Ancestor Stones, Atlantic Monthly Press, 2006 (Edizione italiana Le pietre degli antenati)
- The Memory of Love, Bloomsbury, 2010
- The Hired Man, Bloomsbury, 2013